# Conseil départemental du Territoire de Belfort
Le Conseil départemental du Territoire de Belfort est l'assemblée délibérante du département français du Territoire de Belfort, collectivité territoriale décentralisée. Son siège se trouve à Belfort, place de la Révolution française.
Le Conseil départemental du Territoire de Belfort est présidé par Florian Bouquet (LR) depuis 2015.

## Historique

### Histoire du département
La grande majorité des Départements français datent de la période révolutionnaire. Lors de leur création en 1790, l’actuel Territoire de Belfort fait partie du département du Haut-Rhin. Plus tard, des suites de la guerre franco-prussienne de 1870, l’Alsace et une partie de la Moselle sont annexées par Bismarck, sauf Belfort et ses environs, grâce à la résistance de sa garnison pendant le Siège de Belfort. Le Département du Territoire de Belfort ne sera officiellement créé qu’en 1922.
Le Conseil général du Territoire de Belfort devient en 2015 le Conseil départemental du Territoire de Belfort. 
De 1973 à 2014, le département est découpé en [[Cantons du Territoire-de-Belfort|Modèle:Obr]]. Le nombre de ces derniers se réduira au nombre de 9 à partir de 2014 des suites de la réforme de la carte électorale intervenue en 2013.

### Liste des présidents de 1871 à nos jours
| Période                            | Période                       | Identité                      | Étiquette                     | Étiquette                     |
| Présidents du conseil général      | Présidents du conseil général | Présidents du conseil général | Présidents du conseil général | Présidents du conseil général |
| ---------------------------------- | ----------------------------- | ----------------------------- | ----------------------------- | ----------------------------- |
| 1871                               | 1887                          | Juvénal Viellard-Migeon       |                               | NC                            |
| 1887                               | 1888                          | Adolphe Japy                  |                               | NC                            |
| 1888                               | 1889                          | Emile Keller                  |                               | UD                            |
| 1889                               | 1891                          | Edmond Warnod                 |                               | NC                            |
| 1891                               | 1894                          | François Grisez               |                               | RAD                           |
| 1894                               | 1901                          | Gaston Erhard                 |                               | NC                            |
| 1901                               | 1914                          | Charles Schneider             |                               | RAD                           |
| 1915                               | 1927                          | Laurent Thiery                |                               | RAD                           |
| 1930                               | 1940                          | Christophe Klopfenstein       |                               | RAD                           |
| 1943                               | 1945                          | Émile Lardier                 |                               | FR                            |
| 1945                               | 1951                          | Christophe Klopfenstein       |                               | RAD                           |
| 1955                               | 1958                          | Paul Robert                   |                               | MRP                           |
| 1960                               | 1965                          | Marcel Braun                  |                               | MRP                           |
| 1965                               | 1967                          | Xavier Bauer                  |                               | DVD                           |
| 1970                               | 1976                          | Jean-Marie Bailly             |                               | UDR                           |
| 1977                               | 1982                          | Denis Maire                   |                               | PS                            |
| 1982                               | 1993                          | Christian Proust              |                               | PS                            |
| 1993                               | 2002                          | Christian Proust              |                               | MDC                           |
| 2002                               | 2004                          | Christian Proust              |                               | MRC                           |
| 2004                               | 2015                          | Yves Ackermann                |                               | PS                            |
| Président du conseil départemental |                               |                               |                               |                               |
| 2015                               | 2021                          | Florian Bouquet               |                               | LR                            |
| 2021                               | En cours                      | Florian Bouquet               |                               | LR                            |

## Composition

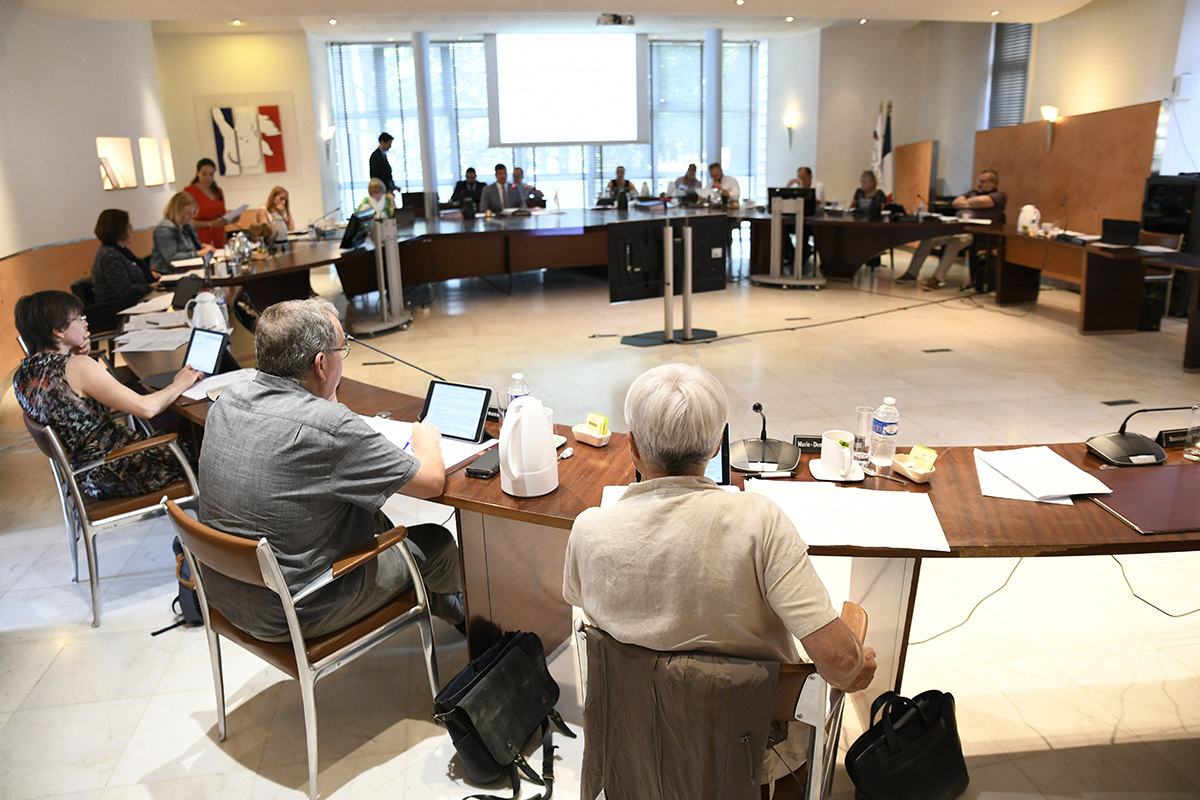
Salle du conseil lors d'une séance plénière (mai 2022)

Le Conseil départemental du Territoire de Belfort est composé de 18 conseillers départementaux élus. 1 binôme partiaire est élu dans chaque canton. Le Conseil départemental est présidé par le Président élu parmi les membres du conseil. 

### Exécutif

#### Président en exercice

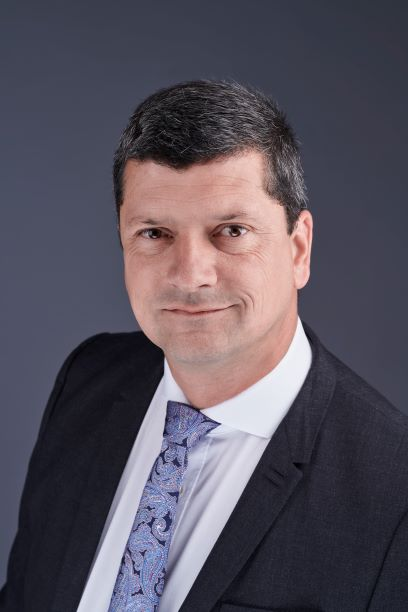
Florian Bouquet, président du département du Territoire de Belfort

Florian Bouquet est le Président du Conseil départemental du Territoire de Belfort depuis 2015. Il a été réélu le 27 juin 2021.
Biographie du Président
Florian Bouquet est un homme politique français membre du parti Les Républicains. Élu au Conseil départemental du Territoire de Belfort depuis 2011, Florian Bouquet en est le Président depuis 2015, réélu en 2021.
Né le 15 août 1977 à Montbéliard dans le Département du Doubs, il passe son enfance et grandit dans la commune terrifortaine de Châtenois-les-Forges aux côtés de ses frères et sœurs et de sa famille qui est installée dans la commune depuis 300 ans. 

Il est diplômé en ingénierie technico-commerciale à l’Ecole Supérieure des Technologies et des Affaires - ESTA de Belfort. En 2002, il devient assistant parlementaire de Damien Meslot alors nouvellement élu député du Territoire de Belfort. 

Très jeune, il affiche son engagement en adhérant dès ses 17 ans – en 1994 - au Rassemblement Pour la République (RPR), dirigé à l’époque par Jacques Chirac. 
Florian Bouquet décide de s’investir davantage en politique en participant à ses premières élections locales. C’est dans sa commune de cœur de Chatenois-les-Forges que sa carrière comme conseiller municipal débute en 2008, sous la bannière de l’UMP. Son investissement lui vaut d’être ensuite élu maire de la commune en 2014. 

En parallèle, Florian Bouquet s’investit à l’échelle du Territoire de Belfort et se présente avec succès sur son canton de Châtenois-les-Forges aux élections départementales : il est élu conseiller général en 2011 puis conseiller départemental en 2015. 

En 2015, après avoir été présidé pendant près de 40 ans par la gauche, le Conseil départemental bascule à droite et Florian Bouquet est élu président de la collectivité à seulement 38 ans. 
Réélu en 2021 dans son canton de Châtenois-les-Forges dès le premier tour avec plus de 77% des voix, il est reconduit dans sa fonction de Président du Département le 1er juillet 2021.

Florian Bouquet est marié et père de deux enfants.

Il est Président du Service Départemental d’Incendie et de Secours (SDIS) depuis avril 2015 et Premier adjoint à Châtenois-les-Forges.

### Assemblée délibérante
Le Conseil départemental du Territoire de Belfort est composé de 18 conseillers départementaux issus des 9 cantons du Territoire de Belfort.
|                                    |       |       |      |                         |
| Président du Conseil départemental |       |       |      |                         |
| Florian Bouquet (LR)               |       |       |      |                         |
| Parti                              | Sigle | Sigle | Élus | Groupes                 |
| Majorité (12 sièges)               |       |       |      |                         |
| Les Républicains                   |       | LR    | 11   | Majorité départementale |
| Divers droite                      |       | DVD   | 1    | Majorité départementale |
| Opposition (6 sièges)              |       |       |      |                         |
| Divers gauche                      |       | DVG   | 4    | Union républicaine      |
| Gauche républicaine et socialiste  |       | GRS   | 2    | Union républicaine      |

#### Élus Les Républicains (groupe majoritaire) – « Territoire au Cœur »
1ère Vice-présidente chargée des personnes âgées et handicapées : Marie-Hélène Ivol - Canton de Belfort 2 ;  
2e Vice-président chargé des routes, des mobilités douces, de l’environnement, de l’agriculture et des forêts : Didier Vallverdu - Canton de Giromagny ;  
3e Vice-présidente chargée de l’insertion, du logement et de l’administration : Loubna Ketfi-Charif- Canton de Belfort 3 ;  
4e Vice-président chargé de l’aménagement et du développement du territoire, de l’habitat et des projets urbains : Pierre Carles - Canton de Valdoie ; 
5e Vice-présidente chargée de l’éducation, des collèges, de l’enseignement supérieur, de culture et des Archives: Anaïs Monnier Von Aesch - Canton de Delle ;  
Conseillère départementale déléguée à l’action sociale territoriale, à l’enfance et à la famille et à la santé publique : Marie-France Cefis - Canton de Valdoie ;  
Conseiller départemental délégué à la vie associative et à la commande publique : Sébastien Vivot - Canton de Belfort 2 ; 
Conseillère départementale déléguée au tourisme, à l’aménagement et à la valorisation des sites départementaux, à la coopération décentralisée et aux grands événements : Maryline Morallet - Canton de Châtenois-les-Forges; 
Conseiller départemental : Ian Boucard – Canton de Belfort 3 ; 
Conseillère départementale : Françoise Meyniel - Canton de Giromagny ; 
Conseiller départemental : Cédric Perrin - Canton de Delle ;  

#### Élus « Rassemblement gauche écologique et sociale » (groupe minoritaire)
Conseillère départementale : Samia Jaber - Canton de Belfort 1 ;  
Conseiller départemental : Bastien Faudot - Canton de Belfort 1 ;  
Conseillère départementale : Martine Pauluzzi - Canton de Bavilliers ;  
Conseiller départemental : Léo Prassel - Canton de Bavilliers ;  
Conseillère départementale : Isabelle Mougin - Canton de Grandvillars ;  
Conseiller départemental : Christian Rayot - Canton de Grandvillars ;  

## Siège du Conseil départemental
Situé sur la place de la Révolution française à Belfort, le bâtiment de l’Hôtel du département du Territoire de Belfort est une ancienne caserne d’artillerie (Caserne Vauban). Le bâtiment se trouve au pied du Lion de Bartholdi, emblème de la ville de Belfort.

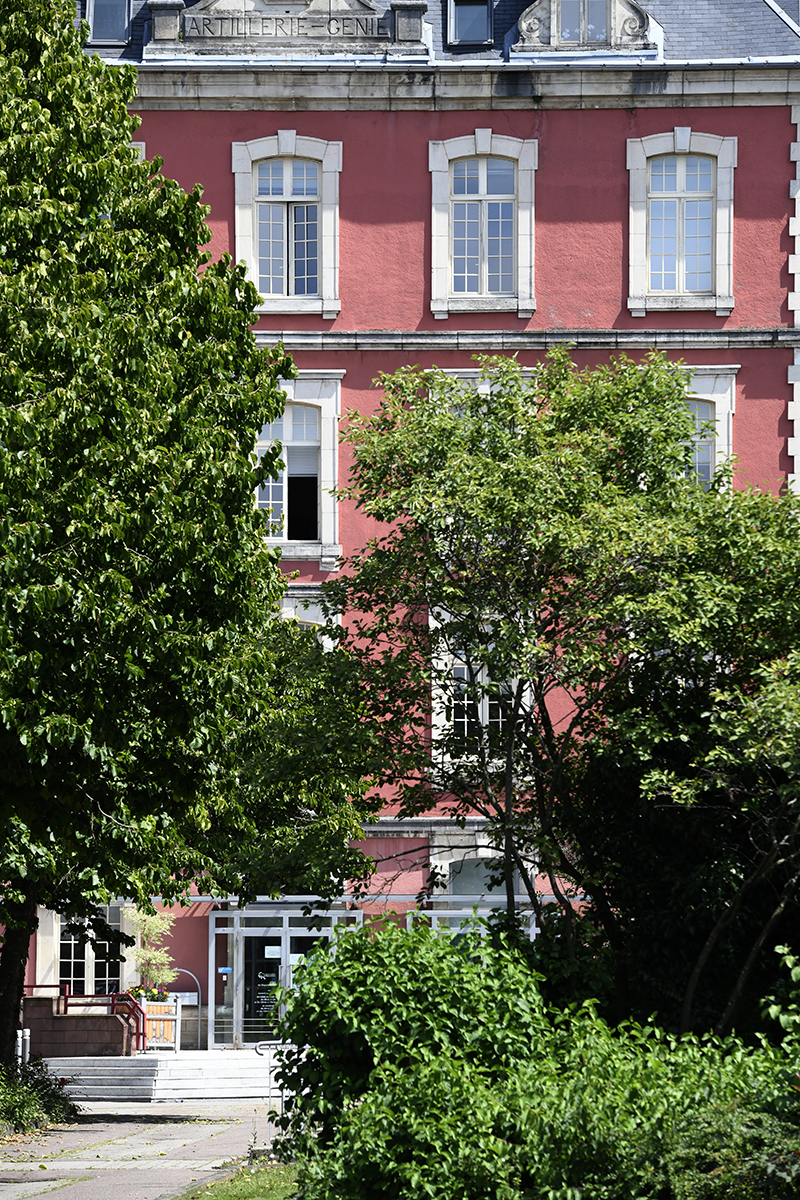
Entrée façade Ouest de l'Hôtel du département

## Budget
Pour l’année 2024, le budget du Conseil départemental du Territoire de Belfort s’élève à 189,8 millions d’euros.
La priorité est donnée à l'investissement afin de poursuivre les grands projets inscrits dans CAP 2028. Aussi, ce sont 24,8 millions d'euros inscrits au budget, soit +15 % par rapport à 2023 qui permettront notamment de financer la construction d’une nouvelle MECS et de la pouponnière.
Parmi les grandes masses budgétaires figurent notamment :
- La politique de solidarité : 96,4 millions d’euros
- Les moyens de la collectivité : 53,2 millions d’euros
- Les solidarités territoriales : 21 millions d’euros
- Le développement humain : 7,5 millions d’euros

En détails :
·        La politique de solidarité : 96,4 millions d’euros
- La politique d’insertion : 29 889 344 €
- Les actions sociales : 1 001 100 € 
  - La protection maternelle et infantile : 457 350 €
  - La protection de l’enfance : 23 334 669 €
  - L’autonomie et le compensation (APA/PCH) : 42 193 280 €
  - Le logement : 918 470 €

·        Les moyens de la collectivité : 53,2 millions d’euros
- L’informatique : 3 174 182 €
- La masse salariale : 44 466 762 €
- La logistique et l’entretien : 3 821 100€
- Le Service Départemental d’Incendie et de Secours : 5 622 600 €

·        Les solidarités territoriales : 20 millions d’euros
- L’aménagement du territoire : 5 030 022 €
  - L’agriculture et l’environnement : 2 308 197 €
  - Le tourisme : 995 116 €
  - Les partenariats et projets avec les communes et intercommunalités : 2 037 720 €

- Le patrimoine départemental : 9 196 650 €
- Le réseau routier et les transports : 7 883 310 €
- Le réseau cyclable : 2 143 000 €
- Les routes départementales : 6 799 700 €

·        Le développement humain : 7,5 millions d’euros
- L’éducation, l’enseignement supérieur et la recherche : 3 900 565 €
  - Les collèges : 3 655 565 €

- La culture : 2 860 135 €
- La jeunesse, le sport et la vie associative : 1 739 530 €

## Coopération décentralisée
Au-delà de ses attributions classiques, le Conseil départemental a la possibilité de mener des actions de coopération avec des collectivités étrangères afin de mener des actions conjointes dans divers domaines comme la culture, l’environnement ou encore le développement humain. Ainsi, dans le cadre de cette coopération décentralisée, le département du Territoire de Belfort a conclu des partenariats avec plusieurs collectivités de l'étranger :  
En Allemagne, depuis 2007, le Landkreis du Harz et le Département du Territoire de Belfort mènent un partenariat axé sur la culture, la promotion des territoires, et les échanges entre jeunes. 
Également présent au Burkina Fasso, le Territoire de Belfort coopère depuis 35 ans avec les communes de Tanghin-Dassouri et Komki-Ipala. 
Enfin, le Département est investi au Liban : débutée en 2005, la coopération avec la commune de Kab Elias vise notamment à aider la municipalité à mener des politiques publiques notamment dans le domaine de la culture et de la préservation de l’environnement.  